# Dřevohostice
Dřevohostice – miasteczko (městys) i gmina (obec) w Czechach, w kraju ołomunieckim, w powiecie Przerów. W 2022 roku liczyła 1479 mieszkańców.